# Huasco
Huasco es una ciudad portuaria y comuna del Norte Chico de Chile, ubicada al oeste de la provincia, valle y río del mismo nombre, Región de Atacama.
La ciudad de Huasco, capital comunal, es un balneario cercano a la desembocadura del río Huasco, que destaca por sus bellas postales y por conservar aún su tranquila vida. Posee una infraestructura portuaria considerada la más importante de la Región de Atacama y dista 46 km de Vallenar, capital provincial; y 191 km de Copiapó, capital regional

## Etimología
La etimología y origen de la palabra «Huasco», no está del todo claro. Los historiadores concuerdan en que debería proceder del idioma quechua clásico por tres razones. Primero, esta zona recién en el año 1529 deja de pertenecer al Imperio incaico. Segundo, muchas de las palabras incaicas tienen las sílabas hua o huas, que no son propias de otros pueblos indígenas norteños. Y tercero, algunos topónimos del interior del valle del Huasco son netamente lengua incaica, como Los Tambos, Chollay, Chigüinto o Chanchoquín.
Ahora bien, con respecto a su significado, existen cinco posturas, en orden cronológico.
1. Según el geógrafo Filippo Ferrari, en el tratado «Novum lexicon geographicum» (1697),[4] la palabra derivaría de Guasco, que es una deformación del Euskera ―lengua vasca―, sin una definición clara. Ya que  en la página 399, se encuentra esta definición: "Puerto Guasco, Portus Vasci in regno Ciles" (Puerto Guasco, Puerto Vasco en el reino de Chile).
2. Según el historiador Diego Barros Arana, en su obra cumbre «Historia General de Chile» (1884), la palabra Huasco deriva de la palabra Huaico o Huayco (quechua clásico: "valle estrecho entre cerros por donde corre agua"), siendo convertida por los primeros españoles a la palabra Huasco.
3. Según el historiador huasquino Luis Joaquín Morales, en su libro «Historia del Huasco» (1897), la palabra estaría formada por la sílaba huas (quechua clásico: "oro") y la sílaba co (mapudungun: "agua" o "río"). De lo que se desprende que Huasco sería una superposición posterior mapuche, de alguna palabra quechua. Esta nueva palabra entonces significaría "agua o río de oro". Sugerente denominación para una zona cuyos vínculos con la minería aurífera datan desde épocas remotas.[5][6][7]
4. Otros historiadores, incluido Morales, plantean que la zona lleva su nombre en homenaje al duodécimo y penúltimo Inca, Huáscar (quechua clásico: "Cadena de oro"), siendo convertida por los primeros españoles a la palabra Huasco.[8]
5. Por último, el escritor Luis Márquez Eyzaguirre, en el artículo «Intromisión de la lengua quichua en Chile» (1956),[9] asegura que la palabra Huasco (variante: Guasco), deriva de wásk'a (quechua clásico: "soga, látigo" o "soga larga y angosta").[10][11][12] Impresión que quizá les dio a los incaicos la forma del río Huasco, siendo convertida por los primeros españoles a la palabra Huasco.[13]

A pesar de estas diferencias, actualmente es más aceptada la postura de Luis Joaquín Morales. Por tanto la palabra Huasco sería el cruce de dos idiomas y significaría Río de oro.

## Historia

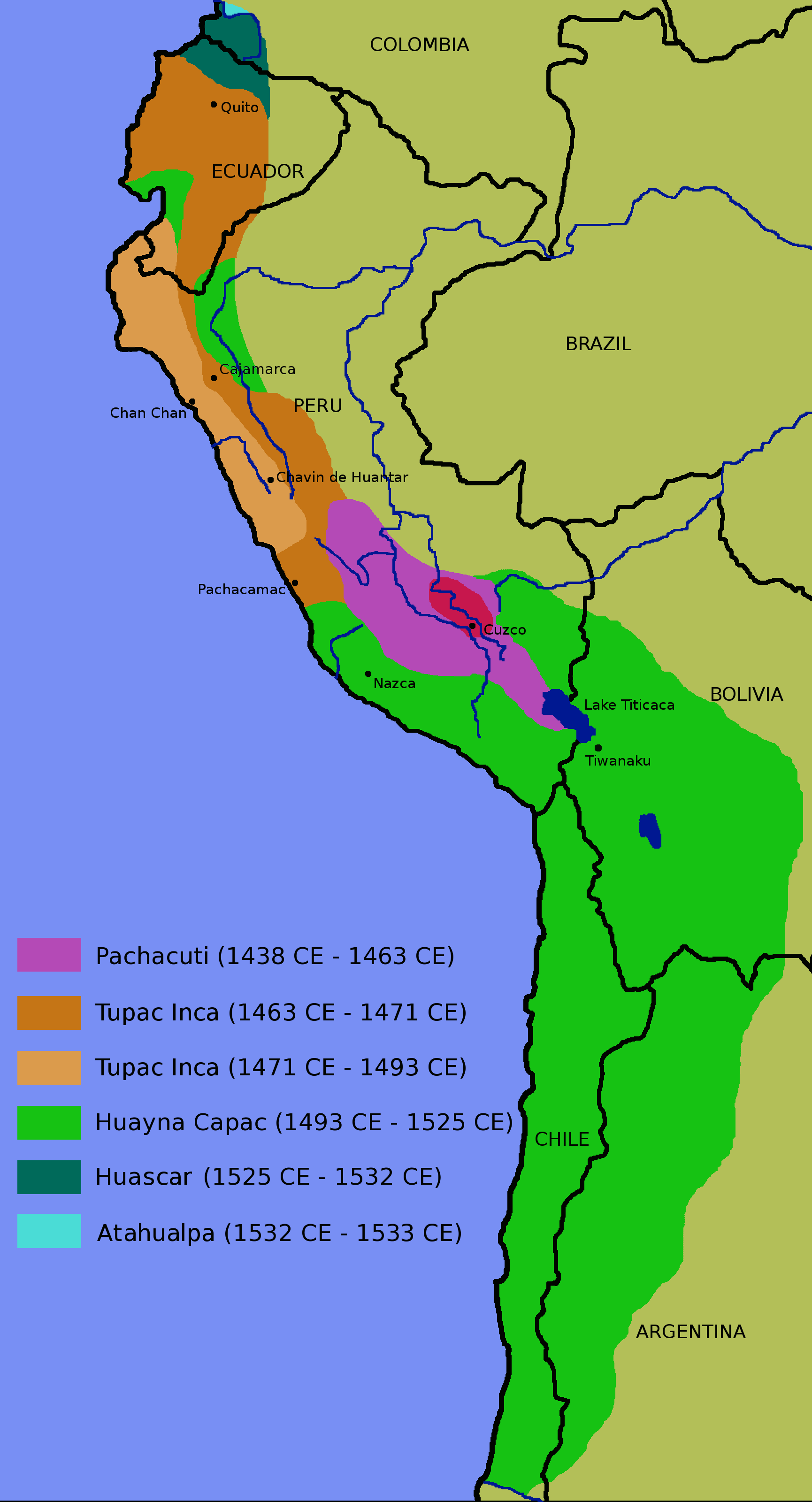
El Imperio incaico, durante su máxima expansión ocupó territorios desde el sur de Colombia hasta el centro de Chile y el centro occidente de Argentina. Las civilizaciones que le antecedieron o que fueron conquistadas por estos son denominadas culturas preincaicas.

### Orígenes
La comuna de Huasco tiene una rica historia marcada por la influencia de diversas culturas y acontecimientos significativos. Entre los años 1000 y 1400, la cultura Copiapó habitaba la costa de Huasco, fusionándose más tarde, alrededor de 1470, con la etnia diaguitas. Estas culturas vivieron bajo el dominio del Imperio incaico liderado por el Inca Túpac Yupanqui, quienes se enfocaban en la fundición de minerales en la región.
Hacia 1536, la etnia Changos, caracterizada por ser casi nómada, pescaba y se asentaba temporariamente en la región, desarrollando gradualmente prácticas agrícolas y asentándose en los valles para cultivar productos como el maíz y el ají. Durante la era colonial, el puerto de Huasco fue escenario de varios eventos significativos, como el naufragio del militar español Francisco Pérez de Valenzuela en 1554, y ataques de piratas y corsarios en el siglo XVII, como el desembarco de Olivier van Noort en 1600 y las incursiones de Bartolomé Sharp y Charles Davis en los años 1681 y 1683 respectivamente.
En el siglo XVIII, Huasco ganó reconocimiento oficial en 1749, reflejando la importancia creciente del comercio de metales en la región. Este periodo también vio la llegada de geógrafos y exploradores como Jorge Juan y Antonio de Ulloa, quienes destacaron la riqueza mineral de la región, y la visita del gobernador del Reino de Chile, Domingo Ortiz de Rozas, en 1752. Además, Huasco fue afectado por un terremoto y tsunami en 1796, causado por el terremoto de Copiapó de 1796 de magnitud 7.7.

### sigloXIX

#### Era Republicana

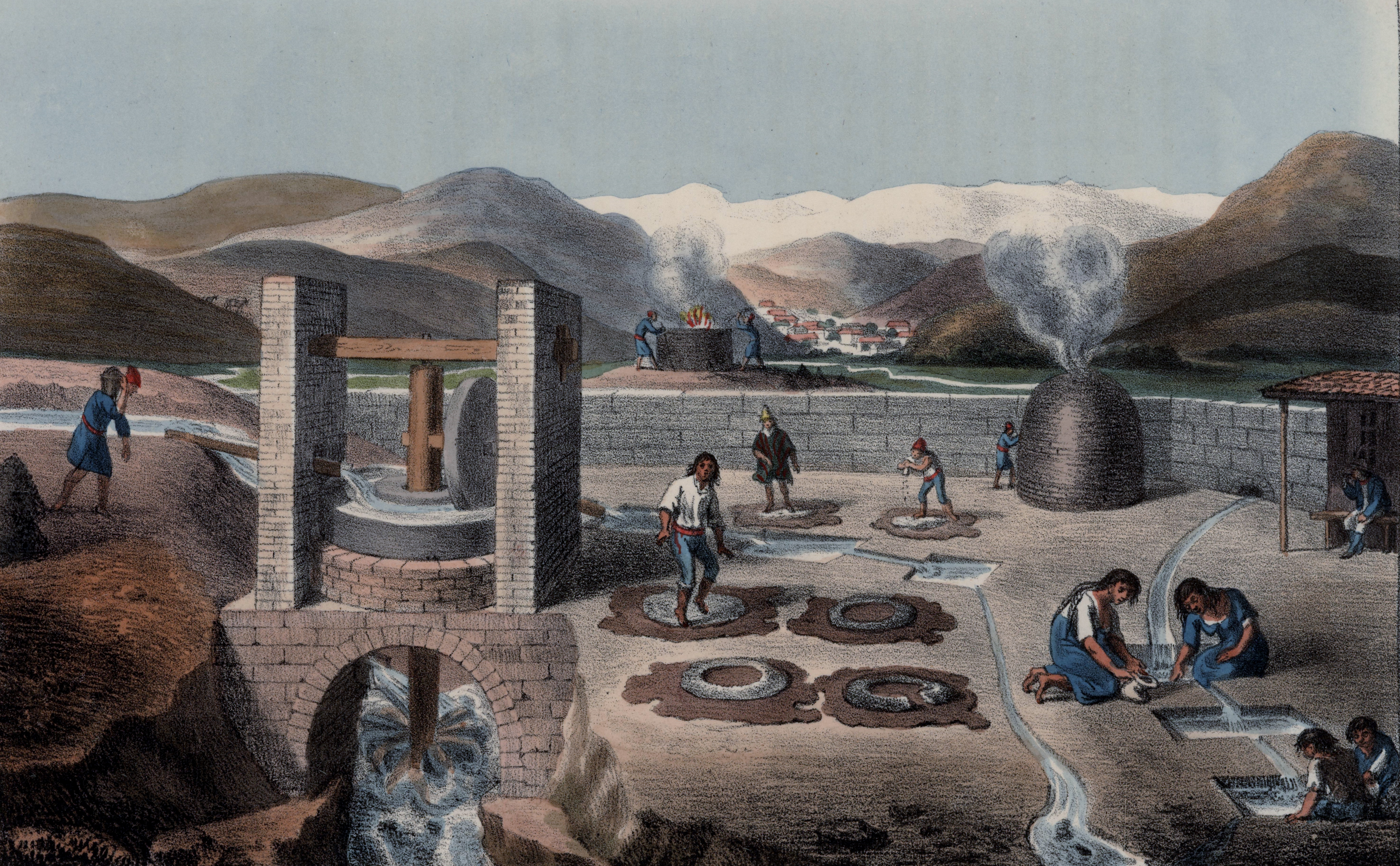
Labores de plata y cobre, dibujo de Peter Schmidtmeyer, litografía de Scharf.

Durante la era republicana, entre 1804 y 1805, la localidad de Huasco fue trasladada 4 km al sur, a la ubicación conocida como Puerto Viejo, por autoridades realistas del gobierno central, cambiando la dinámica y el perfil del puerto, un lugar primitivamente establecido en las cercanías del río Huasco.
En 1817, la comuna fue escenario del combate de Huasco durante la guerra de Independencia de Chile, donde las fuerzas patriotas emergieron victoriosas, apoyando posteriormente la independencia chilena. En los años siguientes, entre 1817 y 1823, el puerto de Huasco experimentó un aumento significativo en la exportación de cobre, principalmente hacia la India, a través de la «Compañía de Calcuta», estableciendo relaciones comerciales sustanciales con el país asiático. Sin embargo, este próspero comercio experimentó una brusca declinación en los años 1824-1825, debido a la primera guerra anglo-birmana y a un cambio en la demanda de metal en India.
En 1819, Huasco fue afectada por un terremoto y tsunami devastadores, evidenciando la vulnerabilidad de la región a fenómenos naturales. A pesar de estos desafíos, la población de Huasco continuó creciendo y diversificándose, recibiendo la visita del célebre naturalista Charles Darwin en 1835, quien recorrió la región, estudiando su rica biodiversidad y geología.
En el siglo XIX, durante la Guerra contra la Confederación Perú-Boliviana en 1837, Huasco sufrió ataques por parte de las fuerzas confederadas, dejando a la población indefensa bajo amenaza. Este periodo también vio el fortalecimiento del desarrollo industrial en la región, impulsado por la minería, y la inclusión de Huasco en rutas comerciales y postales significativas, como las operadas por la Pacific Steam Navigation Company desde 1842.
Finalmente, individuos como John Hunter Craig Robertson, quien se convirtió en un pilar de la comunidad local, contribuyeron al desarrollo y establecimiento de infraestructura y servicios en la región, dejando un legado duradero en Huasco, simbolizado por el nombre de la calle principal de la ciudad.

##### sigloXIX, segunda mitad
En la segunda mitad del siglo XIX, vivió momentos de tensión y desarrollo. En 1851, un terremoto de 7 a 7,5 en la MS provocó significativos daños en la región, afectando a Huasco, Copiapó, Freirina y Vallenar. La misma época también vio expediciones chilenas con el objetivo de apoderarse de armamento boliviano y dinero que se creía almacenado en el puerto de Huasco.
En 1853, el presidente Manuel Montt y su ministro de interior Antonio Varas, mediante un decreto, separaron a Huasco de la comuna de Freirina, brindándole mayor autonomía administrativa debido al incremento de población y comercio en el sector bajo del valle Huasco. En 1859, durante la revolución de 1859, Huasco fue escenario de enfrentamientos, con el teniente 1° Enrique Simpson Baeza dispersando a amotinados en el puerto de Huasco.
Durante la Guerra del Pacífico en 1879, Huasco jugó un rol significativo como punto de vigilancia y fue blanco de ataques. El monitor blindado peruano Huáscar destruyó varias lanchas en la bahía, marcando un período de tensiones y conflictos navales en la región. Posteriormente, la captura del Huáscar por fuerzas chilenas marcó un punto de inflexión en la campaña naval de la guerra.
En los finales del siglo XIX, se instalaron importantes estructuras como la cruz en la torre del templo construido por la familia Craig, precursora de la actual Iglesia de San Pedro, y se inauguró la vía férrea entre Huasco y Vallenar. Además, en 1899, Francisco Astaburoaga escribió sobre Huasco en su Diccionario Geográfico de la República de Chile, refiriéndose a sus edificaciones, industrias, y al puerto como un facilitador de comercio y exportación del valle del río Guasco. También recuerda los ataques de corsarios y filibusteros en el siglo XVII.

### sigloXX
La comuna de Huasco experimentó múltiples desarrollos y eventos significativos durante el siglo XX. En 1909, se concretó la línea telefónica entre Huasco y San Félix, y en 1910, la Ley 2.391 del Ministerio de Hacienda habilitó el puerto menor de Huasco como puerto mayor, suprimiendo la Aduana de Carrizal Bajo. En 1912, se erigió el Gran Hotel Holanda en el centro de Huasco, edificación de estilo inglés que ahora está cedida a Carabineros de Chile.
En noviembre de 1922, Huasco sufrió un devastador terremoto seguido de un tsunami, dejando una destrucción casi total del puerto y provocando la muerte de 14 personas. En 1923, se instaló el alumbrado eléctrico en Huasco. El geógrafo chileno Luis Risopatrón lo describió como un pueblo con servicios variados y establecimientos de fundición de cobre en 1924. Durante la década de 1930, se fundó el sindicato profesional de obreros marítimos, se inauguró la Iglesia Nuestra Señora del Rosario en Huasco Bajo, y la región experimentó un violento aluvión e incendios significativos.
La década de 1960 vio a la familia Bruzzone suministrando electricidad en Huasco y se inició el proyecto de construcción de la nueva Iglesia Parroquial San Pedro Apóstol en 1976. Para fines de la década de 1970, la Planta de Pellets inició sus operaciones, produciendo aglomerados de minerales de hierro. En 1986, el grupo subversivo Frente Patriótico Manuel Rodríguez ingresó ilegalmente un cargamento de armas de guerra por la caleta de Carrizal Bajo, en la comuna de Huasco.
En 1992, la Central termoeléctrica Guacolda inició operaciones, aportando al suministro eléctrico del sector norte del Sistema Interconectado Central (SIC), y en agosto de 1996, se inauguró el Faro Monumental de Huasco. 

### sigloXXI
Al ingresar al siglo XXI, en 2004, se construyó el Paseo Avenida Costanera, y en enero de 2013, Huasco fue afectado por el terremoto de Vallenar de 2013 de magnitud 6,7, que provocó cortes parciales de suministro eléctrico y afectó la ruta costera cerca del Parque nacional Llanos de Challe.

## Demografía
Según los datos demográficos recopilados en el censo de 2012 aplicado por el INE, la comuna en una superficie de 1601,4 km² posee una población de 9015 habitantes, de los cuales 4525 son hombres y 4490 son mujeres.[cita requerida] El porcentaje de variación intercensal entre 2002 y 2012 es de un 13,47 % (1070 nuevos habitantes).[cita requerida]
En el 1813, se registraron 1678 habitantes en la región. Aunque no se detallan cifras específicas para cada localidad en muchos de los censos siguientes, se conoce que para el 1865, Huasco Bajo y Canto de Agua tenían juntos un total de 1774 habitantes. Para el 1875, se observa un desglose más detallado con 353 habitantes en Huasco, 436 en Huasco Bajo, 383 en Canto de Agua, y 1042 en Carrizal Bajo, dando un total comunal de 1535 habitantes, aunque hay una anotación que sugiere que podría haber alguna incertidumbre en esta cifra.
En el 1895, las cifras fueron 757 para Huasco, 491 para Huasco Bajo, 557 para Canto de Agua, y 771 para Carrizal Bajo. Posteriormente, en el 1920, Huasco tenía 417 habitantes y Carrizal Bajo 271. El 1952 detalló que había 1148 habitantes en Huasco, 365 en Huasco Bajo, 233 en Canto de Agua, y 87 en Carrizal Bajo.
A medida que avanzamos en el tiempo, los números aumentan, con 6072 habitantes en Huasco, 668 en Huasco Bajo y un total comunal de 7516 para el 1992. El 2002 informó de 6445 habitantes en Huasco, 776 en Huasco Bajo, 140 en Canto de Agua, y 129 en Carrizal Bajo, sumando un total comunal de 7945 habitantes. De acuerdo a este mismo censo, la comuna acoge el 3,12 % de la población total de la región, de la cual un 81,12 % corresponde a población urbana y un 18,88 % a población rural. Con un total de 3113 viviendas en la comuna, y 2104 urbanas.
En el 2012, Huasco contaba con aproximadamente 7113 habitantes y el total comunal era de aproximadamente 9015 habitantes.

### Localidades
La comuna de Huasco está conformada por dieciocho localidades entre ellas Huasco, Huasco Bajo, Canto de Agua y Carrizal Bajo. Es administrada por la Ilustre Municipalidad de Huasco y limita al norte con la comuna de Copiapó, al sur con la comuna de Freirina, al este con las comunas de Freirina y Vallenar; y al oeste con el Mar chileno.
La comuna de Huasco alberga la ciudad de Huasco; las aldeas de Huasco Bajo y Los Toyos; los caseríos de Canto de Agua, Carrizal Bajo, La Arena, El Pino, Los Pozos, La Cachina, Villa Guacolda, La Herradura, Caleta Angosta, Agua Patiño, Playa Las Gualtatas, Caleta Punta de Lobos, Tres Playitas, Lo Castillo y Playa Blanca.
Por otro lado, la ciudad de Huasco posee los sectores Centro, Coopermín, O'Higgins, Condell Sur y Conchería. Ubicándose en estos, las poblaciones O'Higgins, Coopermín, Huasco II, Huasco III, Gabriela Mistral, 21 de mayo, Canto de Agua, Padre Manolo, Los Pescadores, Plan 45, Terrazas de Amancay (ex población Endesa) y las villas Victoria, Las Palmas y Estanislao del Canto.

## Geografía

### Geomorfología

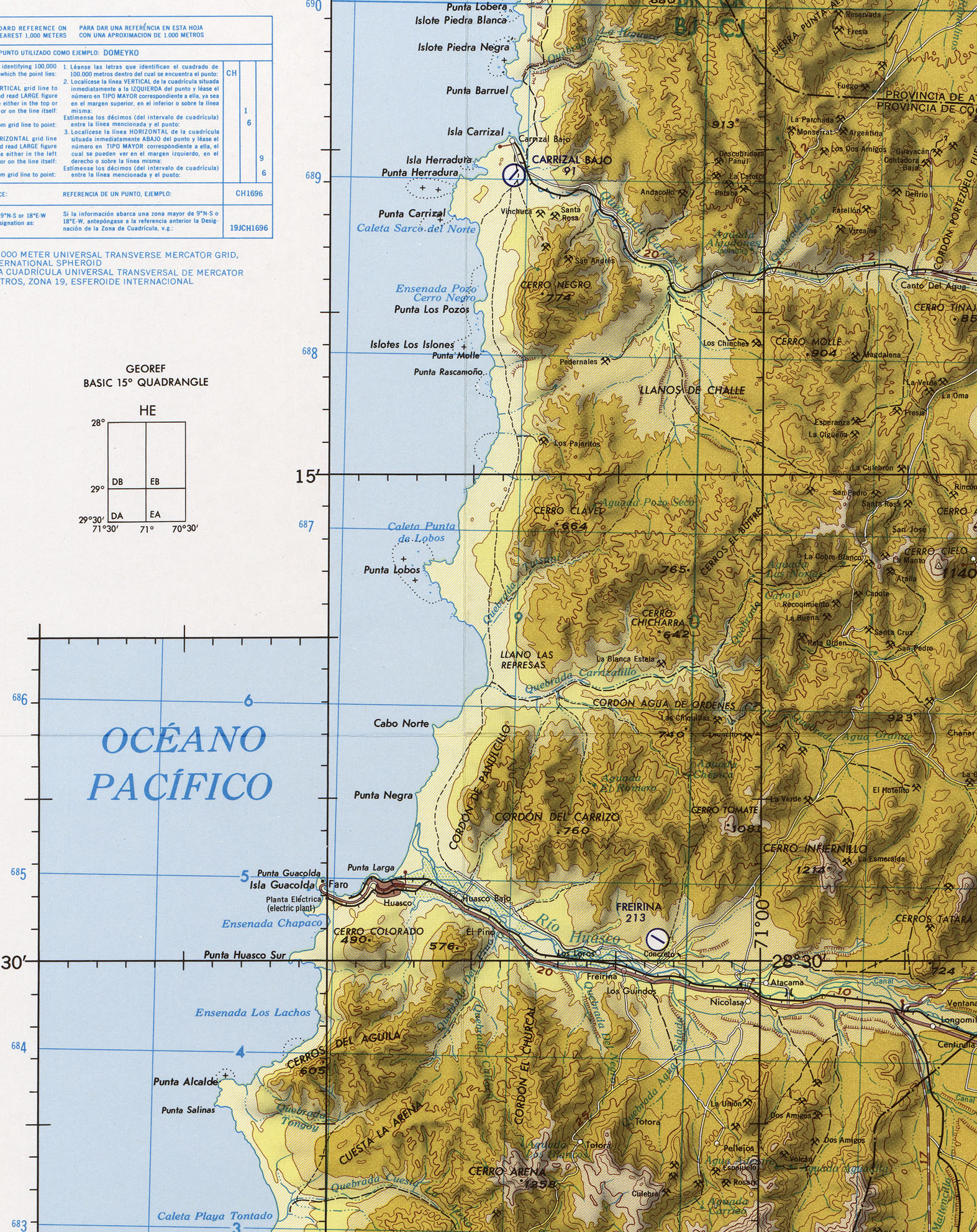
Alguno de los accidentes geográficos de la comuna.

La ciudad está ubicada en el hemisferio sur de Sudamérica en la llamada Zona norte de Chile, a 28° 27′ 59″ S de latitud y 71° 13′ 09″ O de longitud, y una elevación promedio de 19 m s. n. m.. La comuna de Huasco se encuentra emplazada en las unidades geomorfológicas de Pampa ondulada o austral, Llanos de sedimentación fluvial o aluvional, Pampa transicional y Planicie marina o fluviomarina.
Algunos de los accidentes geográficos más importantes de la comuna son detallados a continuación.

#### Puntas, islotes y penínsulas
Las ocho puntas más conocidas de norte a sur en la comuna son, la punta de Lobos; la punta Blanca ubicada al norte de la playa Grande de Huasco; la punta Escorial, que es donde está ubicado el Faro Monumental de Huasco y lleva este nombre porque antiguamente era el vertedero de las escorias mineras de la fundición de cobre Astillero del Huasco, también a esta punta se le conoce como Puntilla; la punta Larga que está ubicada 50 m al oeste del Muelle Fiscal de Huasco; la punta Loros donde se encuentra el puerto Las Losas en la bahía Santa Bárbara; la punta Mariposa ubicada al sur de la península Guacolda; un poco más al sur la punta Huasco Sur; y la punta Alcalde ubicada en el límite sur de la comuna, donde se pretende emplazar el proyecto energético central termoeléctrica Punta Alcalde.
Los dos islotes más conocidos de la comuna son el islote Ballena que se ubica al oeste, cerca del Muelle Fiscal de Huasco, y el islote Piqueros donde se aprecia gran cantidad de lobos marinos, pelícanos y otras aves. Anteriormente se les sumaba la isla Guacolda pero en 1960 y con el propósito de crear una bahía artificial la Compañía de Acero del Pacífico la unió al continente formado la actual península Guacolda, donde está ubicada la central termoeléctrica Guacolda.

#### Bahías
Las dos bahías más importantes de la comuna son la bahía de Huasco que se encuentra entre punta Escorial y punta Larga; y la bahía Santa Bárbara o bahía Guacolda que está ubicada 5 km al sudoeste de la ciudad de Huasco entre punta Larga y península Guacolda, conocida por tener uno de los calados (profundidad) más grande de Sudamérica.[cita requerida]

#### Cerros
Los cuatro cerros más importantes de la comuna son el cerro Negro, por el color de sus rocas, que está ubicado 5 km al sur de la ciudad de Huasco; el cerro Colorado, por su color rojizo que está ubicado a los pies del anterior; el cerro Centinela ubicado al sudeste de la ciudad de Huasco, que destaca por su gran pendiente y peligrosos arenales; y el cerro La Cruz ubicada al sur de la localidad de Huasco Bajo que se caracteriza por contener en su cima las antenas repetidoras de los canales de televisión abierta.

### Climatología
La comuna de Huasco según la clasificación climática de Köppen posee un clima semiárido (BSk), clima semiárido de lluvia invernal (BSk (s)) y clima semiárido de lluvia invernal e influencia costera (BSk (s) (i)), y según el Esquema de clasificación climática de Trewartha es BWn o BM (desértico costero con nubosidad abundante). La temperatura media anual está por debajo de los 18 °C y posee abundantes nublados.
En el año 1997 sobre Huasco cayó una lluvia intensa, el agua que cayó en un día fue de 84,2 mm, es decir 3,5 mm/por hora.[cita requerida]
El 8 de agosto del 2015 cayeron 29,7 mm de agua en un día.[cita requerida]
El 13 de octubre del 2015 un sistema frontal azotó gran parte del país, desde el sur de la Región de Atacama hasta la Región del Bio-Bio. Ese día en Huasco precipitaron desde aproximadamente las 5:00 a. m. hasta las 13:00, es decir 8 horas 9.4 mm[cita requerida]
| Parámetros climáticos promedio de Huasco | Parámetros climáticos promedio de Huasco | Parámetros climáticos promedio de Huasco | Parámetros climáticos promedio de Huasco | Parámetros climáticos promedio de Huasco | Parámetros climáticos promedio de Huasco | Parámetros climáticos promedio de Huasco | Parámetros climáticos promedio de Huasco | Parámetros climáticos promedio de Huasco | Parámetros climáticos promedio de Huasco | Parámetros climáticos promedio de Huasco | Parámetros climáticos promedio de Huasco | Parámetros climáticos promedio de Huasco | Parámetros climáticos promedio de Huasco |
| Mes                                      | Ene.                                     | Feb.                                     | Mar.                                     | Abr.                                     | May.                                     | Jun.                                     | Jul.                                     | Ago.                                     | Sep.                                     | Oct.                                     | Nov.                                     | Dic.                                     | Anual                                    |
| ---------------------------------------- | ---------------------------------------- | ---------------------------------------- | ---------------------------------------- | ---------------------------------------- | ---------------------------------------- | ---------------------------------------- | ---------------------------------------- | ---------------------------------------- | ---------------------------------------- | ---------------------------------------- | ---------------------------------------- | ---------------------------------------- | ---------------------------------------- |
| Temp. máx. media (°C)                    | 24.5                                     | 24.5                                     | 23.5                                     | 21.0                                     | 19.5                                     | 18.0                                     | 17.5                                     | 18.5                                     | 19.0                                     | 20.5                                     | 21.5                                     | 23.5                                     | 21.0                                     |
| Temp. mín. media (°C)                    | 14.0                                     | 14.0                                     | 13.0                                     | 11.0                                     | 9.5                                      | 7.5                                      | 7.0                                      | 8.0                                      | 8.5                                      | 10.0                                     | 11.0                                     | 13.0                                     | 10.5                                     |
| Precipitación total (mm)                 | 1                                        | 1                                        | 1                                        | 6                                        | 16                                       | 24                                       | 25                                       | 15                                       | 8                                        | 1                                        | 1                                        | 1                                        | 99                                       |
| Fuente: MSN 2008                         |                                          |                                          |                                          |                                          |                                          |                                          |                                          |                                          |                                          |                                          |                                          |                                          |                                          |

### Hidrografía
Esta comuna se halla entre las cuencas hidrográficas de Costeras e Islas entre el río Huasco y la región de Coquimbo, Quebrada Carrizal y Costeras hasta río Huasco, Quebrada Totoral y Costeras hasta Quebrada Carrizal y río Huasco. Además, la comuna posee diversos cuerpos de agua, entre los que se destacan el río Huasco.
En esta comuna está la desembocadura del río Huasco, estuario ubicado 3 km al norte de la ciudad de Huasco, cuya corriente natural de agua nace 230 km hacia el interior y es la unión de los ríos El Carmen, El Tránsito y otros menores. Su caudal medio anual es de 6,7 m³/s.

## Medio ambiente

### Componentes bióticos

Trazado simplificado de los ecosistemas y cuerpos de agua presentes en la comuna de Huasco.

Dentro del territorio de la comuna se pueden hallar los siguientes ecosistemas:
- Matorral desértico mediterráneo costero donde predominan Oxalis virgosa y Heliotropium stenophyllum (Preocupación menor)
- Matorral desértico mediterráneo costero donde predominan Oxalis virgosa y Eulychnia breviflora (Preocupación menor)
- Matorral desértico mediterráneo interior donde predominan Adesmia argentea y Bulnesia chilensis (Preocupación menor)
- Matorral desértico mediterráneo interior donde predominan Skytanthus acutus y Atriplex deserticola (Preocupación menor)

### Medidas de protección ambiental y conflictos socioambientales
Hasta 2022, la comuna de Huasco cuenta con las siguientes zonas que poseen algún nivel de protección ambiental:
- Estuario Río Huasco y Carrizal (Sitios Ley 19.300)[33]
- Llanos de Challe (Sitios ERB)[34]
- Parque Nacional Llanos del Challe (Parque Nacional)[35]
- río Huasco (Sitios ERB)[36]
- Santuario de la Naturaleza Humedal costero Carrizal Bajo (Santuario de la Naturaleza)[37]
- Sauce Pérez (Sitios ERB)[38]
- Zona Desierto Florido (Sitios Ley 19.300)[39]

#### Niveles nocivos de metales pesados
De acuerdo a un estudio hecho por la Escuela de Salud Pública de la Universidad de Chile realizado en octubre de 2005, la concentración de níquel en Huasco era de 50,1 ng/m³ (nanogramo por metro cúbico), alcanzado un máximo de 252 y 1.310 ng/m³. Dicho estudio sostenía que hasta agosto del 2005 se habían acumulado 598 mil toneladas de petcoke consumidas. También se consignó que el níquel se adhiere muy ávidamente a las partículas finas de hierro, lo que expone aún más a la población a la inhalación de partículas cancerígenas.

A pesar de ello en 2006 la empresa Guacolda Energía que es dueña de la central termoeléctrica Guacolda ubicada en esta comuna, e indicada como principal responsable de dicha contaminación, decidió duplicar su capacidad de generación con la construcción de dos nuevas unidades de 152 MW cada una. Ese mismo año la Comisión Regional de Medio Ambiente (COREMA) de la región de Atacama aprobó modificaciones importantes, en cuanto a la calidad de sus combustibles y emisiones, a través de una simple Declaración de Impacto Ambiental, siendo que esta iniciativa ya contaba con un Estudio de Impacto Ambiental aprobado, que fue sometido a largas discusiones técnicas, políticas y con la limitada participación ciudadana que considera el proceso de evaluación ambiental.
```
Cabe señalar, además, que la 
Comisión Nacional del Medio Ambiente
 (CONAMA) y la Autoridad Sanitaria regional, instituciones que marcan la pauta en materia de protección al medio ambiente y la salud de las personas, emitieron informes negativos respecto de la iniciativa. El 31 de julio de 2009 entró en operación la Unidad 3, que sumada a las Unidades 1 y 2 generan un total de 456
 
MW.
```

En el 2007 entró a evaluación ambiental la Unidad 4 de la Compañía que comenzó a inyectar energía a plena capacidad al Sistema Interconectado Central (SIC) en el 2010.

#### Niveles nocivos de PM10
A petición del Servicio de Salud y del Servicio Agrícola y Ganadero, en enero de 2010 la COREMA de la Región de Atacama solicitó que Huasco sea declarada Zona Latente por contaminación de material particulado PM10, esto porque se llega y sobrepasa el 80 % de la norma permitida.
En el 2009, Guacolda ingresa al SEIA la Unidad 5, con este proyecto suma un nuevo equipo de 152 MW a la central, la que totalizaría así 760 MW que fue aprobada y está en construcción.
En el 2010 apresuradamente se aprueba la nueva ampliación de Guacolda (Unidad 5), lo que muchos vinculan con la postergada declaración de Zona Latente, ya que de existir esta declaratoria la autoridad está obligada a dictar un Plan de Prevención de la Contaminación para asegurar que no se llegue a superar las normas y por lo tanto, hubiese sido ilegal aprobar esta ampliación.
La declaración de Zona Latente por PM10 de Huasco solo ocurrió en mayo de 2012 cuando en medio de protestas por la instalación de una nueva termoeléctrica en Huasco (Central termoeléctrica Punta Alcalde de Endesa Chile) la Contraloría General de la República tomó razón del decreto del Ministerio del Medio Ambiente.

## Administración

### Municipalidad
La comuna es administrada por la Ilustre Municipalidad de Huasco, cuya máxima autoridad es el alcalde Genaro Briceño Tapia (Independiente), el cual es asesorado por el Concejo municipal, integrado por los concejales: Daniel Desiderio Díaz Tirado (Ind. PRSD), Rafael Ernesto Vega Peralta (PRSD), Carmen Orolinda Hidalgo Narrias (PPD), Víctor Hugo Caballero Alcayaga (RN), Adriana Clarisa Cárdenas Rodríguez (PRSD) y Luis Alberto Trigo Rojas (Ind. PDC)

### Representación parlamentaria
La comuna de Huasco pertenece al 4° distrito electoral el cual es representado en la Cámara de Diputados del Congreso Nacional por los diputados Juan Santana (PS), Daniella Cicardini (PS), Nicolás Noman (UDI), Sofía Cid (RN) y Jaime Mulet (FREVS). A su vez, la comuna pertenece a la 3° circunscripción senatorial (III región - Atacama), la cual es representada en el Senado del Congreso Nacional por los senadores Yasna Provoste (DC) y Rafael Prohens (RN).

## Economía
Las principales fuentes de recursos de los habitantes de la comuna de Huasco son la agricultura, la minería, la pesca, y el turismo. De ellas destacan las siguientes empresas o servicios:

### Sector agrícola
Este sector se sustenta principalmente en las masivas y antiquísimas plantaciones de olivos en la localidad de Huasco Bajo y en sus alrededores con más de 1.100 há de huertos de olivos, representando la mayor extensión de este cultivo en Chile. El fruto de este árbol, la aceituna, es ampliamente conocido a nivel nacional como Aceituna del Huasco, la que se prepara habitualmente con agua carbonatada o soda, pero es más reconocida con esta denominación la que es macerada con la tradicional salmuera, muy difundida entre los pequeños agricultores de la zona. Además de este consumo en fresco, destaca la pujante industria del aceite de oliva que ya está colocando sus productos en el extranjero.

### Sector pesquero y acuícola
Este sector está basado principalmente por la pesca artesanal, explotada a través de diversos botes y faluchos que están dispuestos alrededor del Muelle fiscal de Huasco. Cabe destacar que estos trabajadores se han organizado bajo la Asociación gremial de pescadores artesanales y buzos mariscadores de Huasco. Dada la importancia de esta actividad en la zona, en Huasco existe una oficina comunal del Servicio Nacional de Pesca.
En 2018, la cantidad de empresas registradas en Huasco fue de 106. El Índice de Complejidad Económica (ECI) en el mismo año fue de -0,69, mientras que las actividades económicas con mayor índice de Ventaja Comparativa Revelada (RCA) fueron Puertos y Aeropuertos (97,14), Reparación de Motocicletas (39,58) y Explotación Mixta (30,02).

### Industria minera
La Planta de Pellets es una empresa perteneciente a la CAP Minería (reestructuración orgánica de la CAP), produce aglomerados de minerales de hierro. Está ubicada 5 km al sudoeste del centro de la ciudad de Huasco por la ruta C-468 y su puesta en marcha fue a finales de 1978. Su finalidad es reducir significativamente el nivel de impurezas (primordialmente fósforo y azufre) que contiene el mineral proveniente de la mina Los Colorados. Para ello se realizan los procesos de molienda y concentración, además de ello requiere de un proceso químico de peletización que finaliza con el embarque en el puerto mecanizado Guacolda II que tiene un ritmo de carguío mayor a 2.500 t/hora. Desde su puesta en marcha, continuas optimizaciones en todo el proceso han permitido incrementar la producción, disminuir los consumos específicos y diversificar la producción. Actualmente cuenta con una capacidad de producir 5,3 millones de t/año de pellets y otros productos de hierro. El número total de trabajadores que integran este proceso, tanto la Planta de Pellets como el puerto Guacolda II, es de 550 personas aproximadamente, de las cuales el 40 % vive en la comuna.

### Industria energética
La Central termoeléctrica Guacolda es una central termoeléctrica que provee de energía al sector norte del Sistema Interconectado Central (SIC). Está ubicada en la antes isla hoy península Guacolda, 6 km al sudoeste de la ciudad de Huasco, por la ruta C-468. Esta central está compuesta por 3 turbinas de tipo vapor-carbón (proceso) de 152 MW cada una. La Unidad 1 fue entregada al sistema el 29 de julio de 1995, la Unidad 2 el 22 de agosto de 1996, la Unidad 3 el 31 de agosto de 2009 y la Unidad 4 el 31 de marzo de 2010. La potencia bruta impartida al SIC es de 608 MW (3,33 % del total país), que empalma con este último en la subestación Maitencillo de la comuna de Freirina. Actualmente se encuentra en construcción una quinta turbina de 152 MW. Para importar los diferentes tipos de carbón que se emplean, la central posee el muelle mecanizado multipropósito Guacolda I con capacidad máxima de trasladar 1500 t/hora y de recibir buques de hasta 75 000 t. Para la protección del medio ambiente cuenta en sus instalaciones con precipitadores electrostáticos y una red de monitoreo de calidad de aire compuesta por 10 estaciones en todo el Valle del Huasco (abarcando 300 km²), cumpliendo las regulaciones de la ley 20.018 o ley corta II del Gobierno de Chile. Las utilidades de la central en 2007 fueron de US$ 28 millones y emplea a 76 personas.

### Puertos
Entre los puertos existentes dentro de la comuna se encuentran:
- Puerto Guacolda I es un muelle mecanizado multipropósito perteneciente a la central termoeléctrica Guacolda compuesto por dos grúas, que sumadas tienen una capacidad máxima de trasladar 36 000 toneladas diarias y de recibir buques de hasta 75 000 toneladas.
- Puerto Guacolda II o Terminal marítimo Guacolda II, es un muelle mecanizado[52] perteneciente y próximo a la Planta de Pellets de Huasco, en el extremo poniente de la Bahía de Santa Bárbara, 4 km al sur del puerto de Huasco. Está operativo desde el año 1978 y pueden recibir naves desde 20 000 toneladas a 300 000 toneladas, con un ritmo de embarque de 60 000 toneladas diarias de Pellets Producto y 35.000 toneladas de Pellet Feed.[53]
- Puerto Las Losas (PLL) es un muelle multipropósito que inició sus operaciones el 20 de septiembre de 2011, cuyos accionistas, CAP y Agrosuper, realizaron una inversión superior a US$ 50 millones.[54] Con este -por primera vez- se realizan operaciones distintas a las labores mineras en la bahía Guacolda, abriendo nuevas perspectivas para las áreas productivas del Valle del Huasco.[55] En su etapa madura superará los 20.000 contenedores de 20 pies (TEUS) anuales. PLL cuenta con dos sitios de atraque:

- Sitio N.º 1, con 164 metros de largo y 30 de ancho; para buques de hasta DWT 60.000, 225 metros de largo y calado de 13 metros.
- Sitio N.º 2, con 154 metros de largo y 30 de ancho; para buques de hasta DWT 12.000, 154 metros de largo y calado de 9 metros.

### Turismo
La ciudad de Huasco está alejada de las grandes ciudades, del tráfico y del estrés, por tanto es un excelente punto turístico, cuenta con toda la infraestructura turística necesaria. Posee los siguientes lugares para hostelería: Solaris, Huasco, San Fernando, Skinitza, Coquimbo, Pelantaru, Las Canteras, La Ovallina. La siguiente discoteca: Jas's Pub. Y los siguientes restaurantes: Mr. John, El Faro, Manhattan,Tierra Noble, Bahía, Chango Bar, Las Delicias del Mar, La Picá, Buslén, Belus, La Cascada, La Caleta, La Calle y otros.
Fuera de la ciudad de Huasco pero sin salir de los límites comunales, existen sitios de alto interés turístico. El más cercano es el antiquísimo poblado de Huasco Bajo famoso por su aceituna de sabor único y sus olivos cuya edad supera los 400 años. Desde allí se toma la ruta costera C-470 que conducen a playas que están ubicadas al norte de Huasco que muestran una belleza única, arenas finas, aguas no contaminadas, poco oleaje y escasa pendiente.

#### Playas urbanas

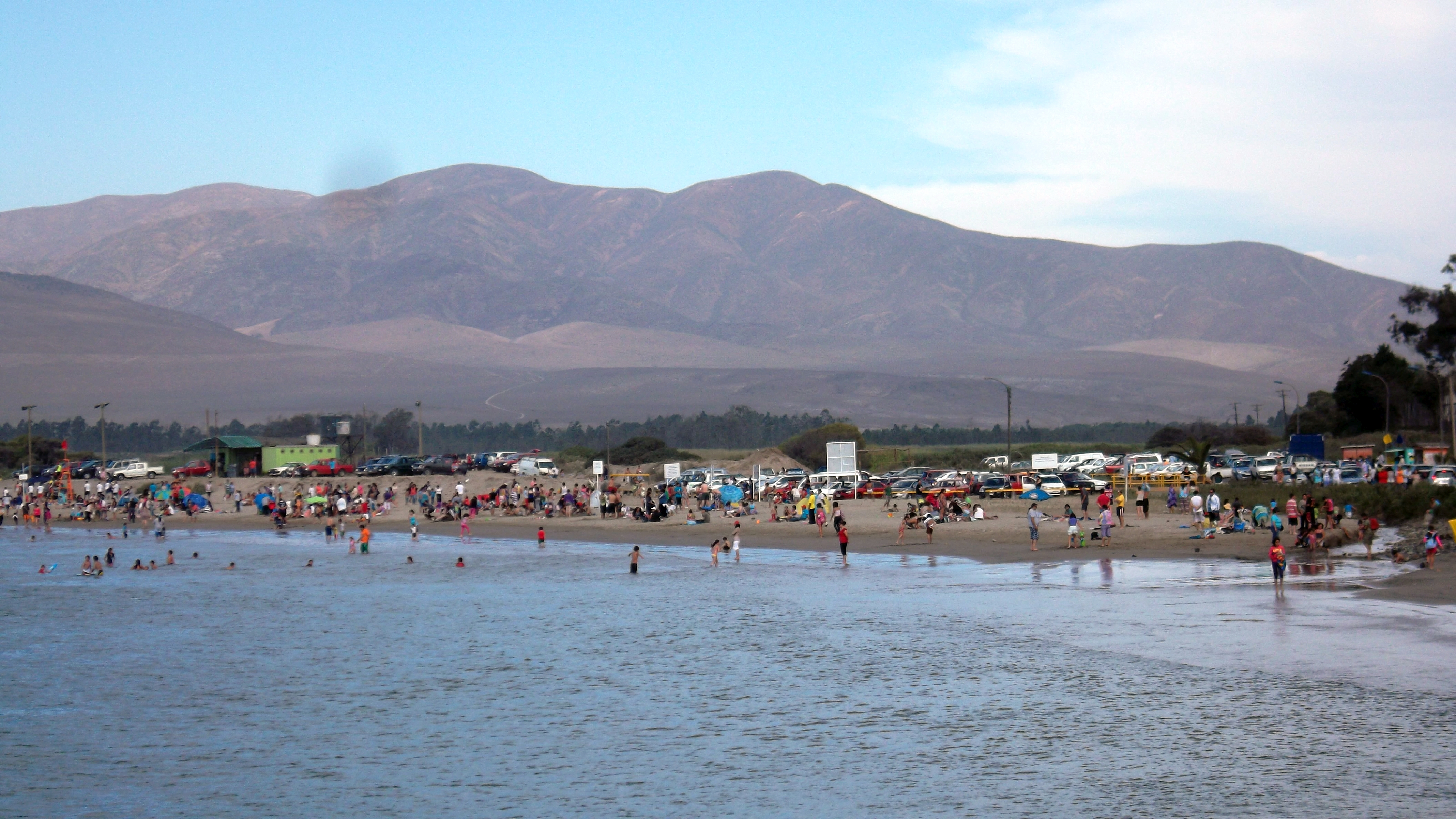
Playa Grande de Huasco.

Playa Chica es la primera de las dos playas de la ciudad de Huasco, por problemas de marejadas es solo playa solanera, posee una extensión de 200 metros y ausencia de viento.
Playa Grande es una playa de gran extensión con oleaje tranquilo, ideal para práctica de deportes acuáticos como bodyboard o pesca deportiva. Posee un amplio estacionamiento y en los primeros 300 metros protección del cuerpo de socorristas. Además hay comercio establecido, paseos a caballo y arriendo de kayaks. Según los lugareños cuando el día amanece despejado, a partir de las 15:00 horas el viento comienza a soplar fuertemente, levantando incómodamente sus arenas. De acuerdo a un estudio de la Universidad Católica del Norte esta playa es la más limpia de Chile con 0,3 basuras/m².

#### Playas de acceso rural

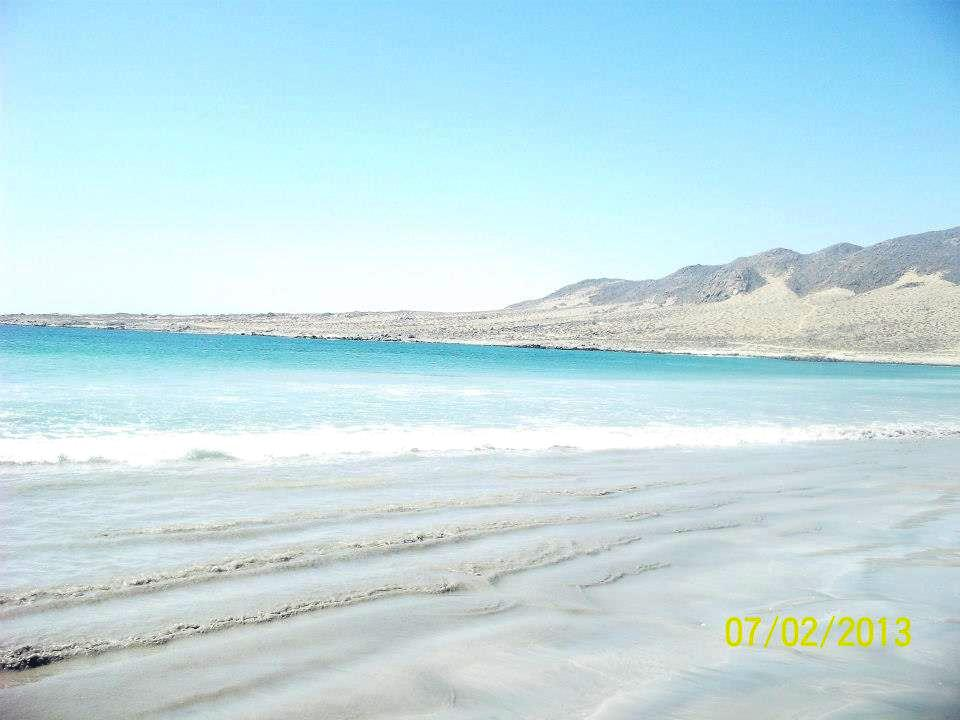
Playa Caleta Pajonales.

Fuera de la ciudad de Huasco, tomando desde Huasco Bajo la ruta C-470 que la une con Carrizal Bajo, existen playas muchas de ellas casi vírgenes y solitarias de escasa pendiente, de aguas calmas y tibias. Fuera de la ciudad de Huasco, y partiendo desde Huasco Bajo a través de la ruta C-470 que conecta con Carrizal Bajo, se encuentran numerosas playas. Muchas de estas costas son casi vírgenes y solitarias, con pendientes suaves, aguas calmas y tibias. Las principales playas de acceso rural desde el sur al norte son:
Playa Brava está a 7 km al sur de Huasco, caracterizada por sus arenas blancas y aguas cristalinas de color turquesa. Aunque es un lugar perfecto para tomar el sol y relajarse, su oleaje la hace no apta para el baño. Un poco más al norte, a 8 km de Huasco Bajo, se encuentran las Tres Playitas. La primera de estas playas tiene un relieve que protege del viento, aumentando su sensación térmica. Está bien equipada para acampar y puede alojar hasta mil personas en carpas. Playa de las Hormiguitas es una pequeña costa en la que profesores y personal de la Municipalidad de Freirina suelen congregarse. Un poco más al norte se encuentra Playa de Las Monjas, un sector rocoso frecuentado antiguamente por las monjas de Vallenar, y Playa Los Toyos, adecuada para bañarse, pescar y practicar deportes náuticos. Esta última pertenece a la localidad de Los Toyos, que tiene muchas viviendas de veraneo.
Más adelante se encuentra Playa La Posita en el poblado de Lo Castillo, seguida por Playa Baratillo, conocida por sus extensas arenas finas y ocasional presencia de socorristas. Playa Pozuelo es una playa más pequeña, rodeada de grandes roqueríos, ideal para mariscar. Playa Agua de Luna es una tranquila costa ideal para pescar y caminar. Más al norte aún se ubica Caleta Punta de Lobos y Playa La Poza, cuyas aguas color turquesa y arenas tipo conchilla la hacen especial. Es administrada por la Comunidad Ecológica San Francisco de Asís de Vallenar. Además, está Caleta Angosta, un poblado donde viven al menos 20 pescadores, dedicados a la extracción de huiro.
Otras playas destacadas incluyen Playa Blanca, protegida por CONAF y parte del Parque nacional Llanos de Challe, que cuenta con campamento y senderos para excursiones. También están Playa Arellano, Playa Los Pozos, Playa Las Gualtatas y Playa La Herradura, esta última al sur de Carrizal Bajo y hogar de un criadero de ostiones. Finalmente, Playa Carrizal Bajo es la playa principal de la caleta Carrizal Bajo, con aguas tranquilas y todas las comodidades que ofrece una ciudad con una rica historia centenaria.

### Piscinas rurales
Las Piscinas Las Pircas están ubicadas en el sector del El Pino junto a la ruta C-46 a 10 km de Huasco. Es un lugar apacible, de un ambiente natural para disfrutar y descansar. Lugar con áreas verdes, piscinas, servicios básicos y quinchos. Piscinas Las Vertientes, son tres piscinas para adultos y niños, ubicadas en sector Las Tablas, que cuentan con instalación para realizar paseos y acampada, ideal para paseos familiares. Las instalaciones están provistas de mesas, parrillas y cuatro pérgolas, además cuenta con billar, bolos, escalada, juegos de video y de mesa. Su horario de atención es de lunes a domingo de 09:00 a 19:30 horas.

### Sitios naturales de interés
- Humedal estuario del río Huasco es un humedal estuario ubicado en la desembocadura de este río al finalizar la playa Grande, aproximadamente 3 km al nordeste de Huasco. Abarca alrededor de 1000 há y es aquí donde se albergan importantes focos de biodiversidad, entre ellos gran cantidad de aves residentes y migratorias, como taguas, garzas, yecos, gaviotas, bandurrias y varias especies de patos como el pato colorado, el pato jergón y el pato real. Ocasionalmente también puede verse flamencos chilenos y cisnes de cuello negro.
- Humedal de Quebrada Grande es un ecosistema ubicado en el ingreso a Huasco, compuesto por patos, gaviotines, liebres, caballos y mulas.[cita requerida]
- Paseo por la costa es un recorrido marítimo en bote o falucho, que se contrata informalmente por los interesados en el muelle Fiscal de Huasco, incluye una ruta estándar que incluye la bahía de Huasco, sector Conchería y la bahía Santa Bárbara, pasando por los islotes Ballena y Piqueros, donde se aprecia gran cantidad de lobos marinos, pelícanos y otras aves. Paseo ideal para los amantes de la vida marina y la fotografía.[62]
- Desierto florido es un fenómeno climático que consiste en la aparición de una gran diversidad de flores entre los meses de septiembre y noviembre, en los años en que las precipitaciones están por sobre el rango normal para la región. Es apreciable en diferentes sectores de la comuna de Huasco, como en el cerro Centinela y en las cercanías de Carrizal Bajo, donde la especie endémica garra de león brota provocando gran interés turístico.
- Parque nacional Llanos de Challe es un área natural protegida localizada 37 km al norte de Huasco. Posee 45.708 há y fue creada por decreto el 29 de julio de 1994 estando actualmente administrada por la CONAF. Este parque presenta un ecosistema desértico costero. Su flora cuenta con una gran variedad de especies cactáceas, muchas de ellas endémicas. Otras son geófitas, plantas que cuentan con un órgano subterráneo que les permite almacenar sustancias de reserva. Una de las flores más representativas del lugar es la garra de león que está en estado vulnerable, para muchos la más vistosa y rara de Chile, que además de ser endémica es la más protegida del parque. La fauna del parque está asociada a comunidades de matorral desértico. Las aves son las que presentan un mayor número de especies, entre las que se encuentran el canastero, la turca, el halcón peregrino y el cóndor. Por su parte, los mamíferos están constituidos principalmente por guanacos y zorros chilla y culpeo.[63]
- Humedal Laguna Carrizal Bajo es un área costera detrás de la playa principal de esa localidad, en él se pueden apreciar flamencos, cisne de cuello negro, pato jergón grande, tagua frente roja, tagua, tagua chica, pitotoy, garza cuca, jotes, yecos, rayadores, zarapitos, pilpilenes, gaviota de Franklin y playero de Baird.[64] (ubicación)

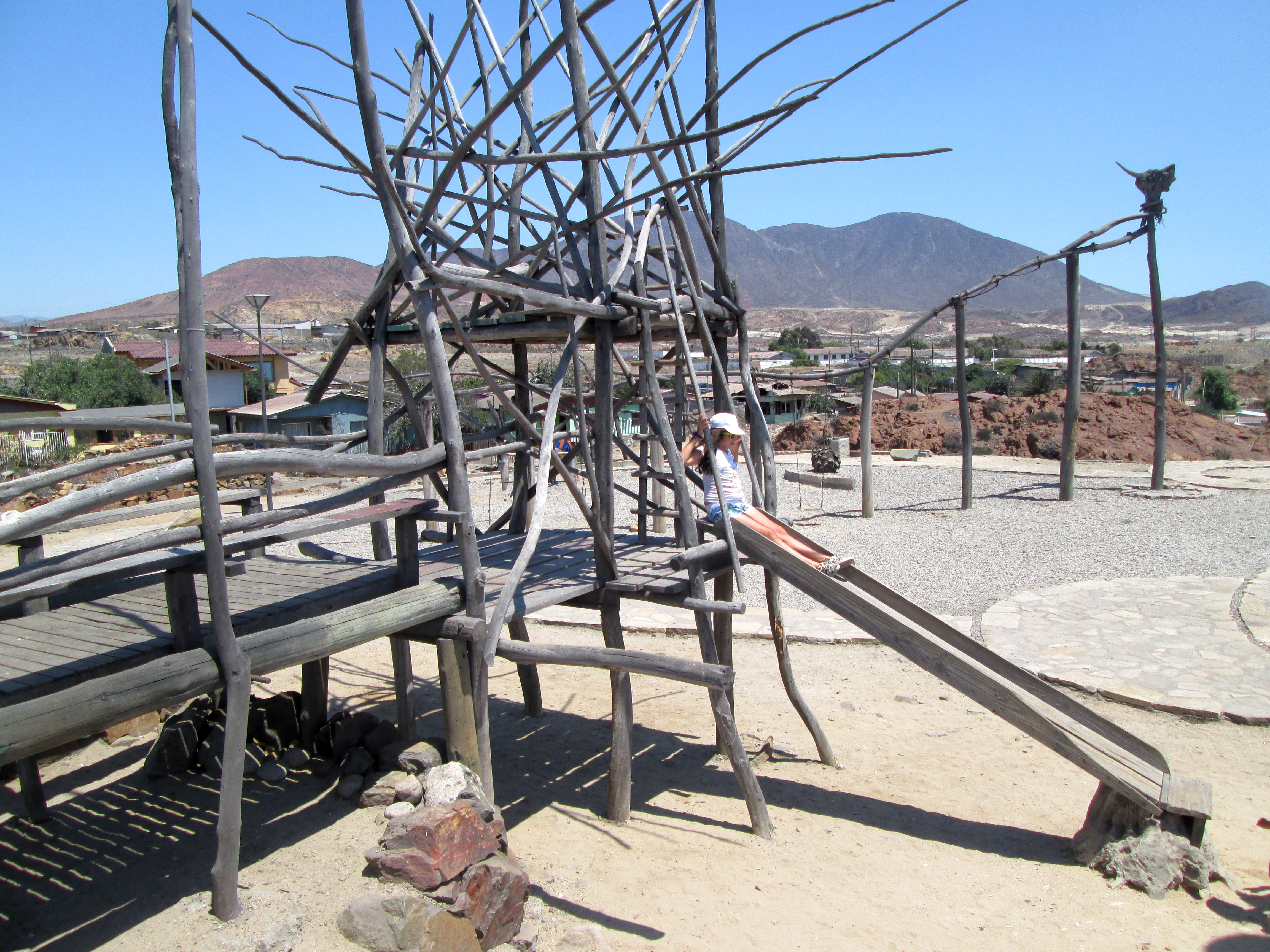
Parque San Francisco o Trivilandia, construido con elementos de la naturaleza.

- Parque San Francisco es una experimentación escultórica de módulos creados en piedra y madera de eucalyptus, con el propósito de generar un espacio recreativo de libre acceso, tranquilo y con hermosa vista al mar. Está ubicado en el sector Conchería de Huasco y fue abierto al público en octubre del 2003.[65] Sus creadores con recursos Fondart fueron los escultores Luis Alberto Triviño Charlin y su hijo Lorenzo Carlos Triviño González, debido a ellos es conocido localmente como Trivilandia. La obra nace del rescate de un relleno de basura y escombros, inicialmente con pequeños jardines, para luego el roquerío ser intervenido creando un lugar propicio para la instalación de nuevas estructuras.[66]
- Parque Huasco es un área verde inaugurada el 31 de julio de 2013, ubicada en un terreno aledaño a la población Coopermín de Huasco. Cuenta con una superficie de 1,88 há y es administrada por el grupo scout Chapaq Likan-Antai (Vigías de Atacama) de Huasco. La idea paisajística desarrollada contempla sectores para scouts, juegos infantiles, anfiteatro, entre otras atracciones. Este parque reemplaza a un antiguo bosque en desuso que contenía gran cantidad de eucalyptus, que por bajos nutrientes y estrés hídrico se vieron afectados por la plaga escarabajo taladrador del eucaliptus, existiendo un riego potencial de caída de estos. El estudio fitosanitario realizado, fue revisado y ratificado por la CONAF de la Región de Atacama, que coordinó el proceso de renovación de árboles, plantación de nuevos arbustos y cubresuelos, que se adaptan mejor al clima del valle del Huasco. Entre los 400 árboles y arbustos que están en crecimiento destacan los árboles: acacia saligna, albizia algarrobo, jacarandá, paraserianthes lophantha, pimiento, melia azedarach, carbonillo, quebracho y tara; y los arbustos: aloe vera, bougainvillea, hibiscus rojos, hipericum arbusto, poinciana, romero rastrero, solano, verónicas y acer japonicum.[67][68]

## Servicios públicos
La ciudad de Huasco cuenta con los servicios estatales Hospital Manuel Magalhaes Medling, Consultorio Juan Verdaguer, Subcomisaría Huasco de la 3° Comisaría Vallenar, Cuerpo de Bomberos Huasco 1° Compañía, Registro Civil e Identificación y Correos de Chile. Además los servicios privados Banco Estado, Emelat, Aguas Chañar, Chilexpress, Supermercado Santa Isabel, Farmacia San Miguel y Farmacia Vida.

### Educación
Según el Departamento de Administración de Educación Municipal (DAEM) de Huasco, el 78 % de los profesores de la comuna tienen perfeccionamiento docente, posgrados en diferentes especialidades. Además el 75 % de los colegios municipales están en excelencia académica, única comuna de la región que logra este reconocimiento de autoridades nacionales.
Nivel inicial o parvulario
La comuna cuenta con 5 jardines infantiles. Burbujitas (JUNJI); Villa San Pedro, Las Palmas y Condell Sur  (Integra) en Huasco y Pequeño Olivito en Huasco Bajo.
Las Escuelas de lenguaje son 3: Mis Raíces, Huasco Educa y Nueva Juventud en Huasco. Además la comuna posee un Centro de integración comunal, que es un servicio municipal que atiende a 111 alumnos de los diferentes colegios municipales con Necesidades educativas especiales (NEE).
La comuna de Huasco cuenta con los siguientes establecimientos educacionales:

### Nivel básico
- Escuela Mireya Zuleta Astudillo o MIZUA (ex F-94), es una escuela básica urbana ubicada en el sector centro de la ciudad de Huasco. Es creada el 4 de abril de 1994 ocupando las instalaciones del Liceo C-9 Japón ya que los alumnos de educación media se separan de los de preescolar y básica ocupando nuevas dependencias en sector Coopermín. Cuenta con una matrícula de 476 alumnos[70] y su nombre es en homenaje a una destacada profesora quien ejerció en este establecimiento por varias décadas antes de su muerte.[71][72][73]

- Escuela José Miguel Carrera (ex F-63), es una escuela básica urbana creada el 5 de septiembre de 1979, ubicada en la población O'Higgins de la ciudad de Huasco, que cuenta con enseñanza preescolar, básica y curso especial, contando con una matrícula promedio de 250 alumnos.[74][75]

- English College es un colegio particular subvencionado ubicado en el sector Conchería de la ciudad de Huasco, que cuenta con una matrícula de 258 alumnos.[76][77]

- Escuela El Olivar (ex F-101), es una escuela básica rural ubicada en la localidad de Huasco Bajo y entregada a la comunidad el 26 de agosto de 1992, aun cuando las antiguas dependencias en el centro de la localidad datan de 1833. Cuenta con una matrícula de 227 alumnos e imparte enseñanza preescolar y básica.[78][79]

- Escuela Pablo Neruda (ex G-78), es una escuela básica rural ubicada en la localidad de Carrizal Bajo que funciona desde el 19 de agosto de 1981, impartiendo enseñanza con cursos combinados de 1° a 6° año básico, con una matrícula promedio de 23 alumnos.[80][81]

- Escuela Moisés López Trujillo (ex G-100), es una escuela básica rural ubicada en la localidad de Canto de Agua, funciona desde el 12 de abril de 1993, imparte enseñanza con cursos combinados de 1° a 6° año básico y cuenta con una matrícula de 12 alumnos.[82]

### Nivel secundario
- Liceo Japón (ex C-9), es un establecimiento público inaugurado en 1978 bajo el nombre de  Escuela Consolidada de Experimentación e Investigaciones Pedagógicas, tras la fusión de las escuelas rurales N°3 y N°4 de Huasco, que datan de 1963. En 1979 recibe su actual nombre, luego de ser apadrinado por el Estado de Japón, quien entregó valioso equipamiento del cual destaca su banda instrumental. Ese mismo año también comenzó a entregar enseñanza preescolar, básica y media. En 1993 se separan las enseñanzas básica y media, ahora los alumnos de educación media conservan el nombre y pasan a ocupar nuevas instalaciones en el sector Coopermín de Huasco, los alumnos de educación básica y preescolar se quedan en las anteriores instalaciones llamándose ahora Escuela Mireya Zuleta Astudillo. En el nuevo emplazamiento los alumnos del liceo cuentan con espacio para recibir especialidad técnico profesional, y de un internado con capacidad para 60 alumnos de las localidades cercanas. Este liceo cuenta con una matrícula de 495 alumnos[83] y ofrece formación humanista científica[84] y técnico profesional[85] en las especialidades de Acuicultura,[86] Electrónica, Electricidad, Administración, Mecánica industrial, Servicios de turismo y Atención de párvulos.[87]

## Cultura

### Festividades y celebraciones urbanas
Las fiestas y celebraciones de la ciudad de Huasco en orden cronológico son.
- Festival del Velero es un certamen musical que se realiza la segunda semana del mes de febrero de cada año, en el anfiteatro costanera. En la competencia de Mejor Intérprete participan representantes de una docena de comunas de Chile, siendo su máximo galardón es el «Velero». Es organizado por la Ilustre Municipalidad de Huasco y es catalogado, por los medios de comunicación, como el de más alto nivel en la región de Atacama.[88] Es transmitido en las comunas de Huasco, Freirina y Vallenar por Huasco Televisión. Este es una reedición gratuita del evento que se realizó continuamente por 20 años en el Estadio René Hermosilla, y que contó entre otras figuras con Gondwana e Illapu.
- North Fest es una muestra y celebración del arte urbano, que se realiza en el Skate Park comunal, la segunda semana de febrero desde el año 2009. En ella se reúnen exponentes chilenos de los cuatro elementos de la cultura hip hop: rap (oral), turntablism o DJing (auditiva), breakdance (físico) y grafiti (visual).[89][90]
- Noche corso de embarcaciones es una celebración que se realiza desde el año 2009 en la bahía de Huasco, para el Día de los enamorados, el 14 de febrero de cada año. La veintena y más embarcaciones participantes son adornadas con colores y luces, todo relacionado con la celebración del amor. Con el fin de incentivar dicha actividad el municipio local premia a las mejores con CLP$ 750.000 a repartir.
- Cumbre del Rock Huasco es un festival en vivo de música punk, metal, grunge, reggae y funk, que tiene una duración de ocho horas. Se realiza en el mes de febrero de cada año, en la costanera de Huasco y es totalmente gratuito.[91]
  - 1.º edición ()
  - 2.º edición (31 de enero de 2010) Sinergia y otros.[92][93]
  - 3.º edición (29 de enero de 2011) Chancho en Piedra y otros.[94]
  - 4.º edición (28 de enero de 2012) De Saloon y otros[95]
  - 5.º edición (26 de enero de 2013) Los Tetas y otros.[96][97]
  - 6.º edición (22 de febrero de 2014) Los Miserables, Machuca y otros.[98]
- Aniversario de Huasco es una festividad realizada en víspera del 16 de abril, día de la fundación de Huasco. Durante toda la semana se realizan diversas actividades organizadas por las Juntas de vecinos, entre ellas destacan un colorido desfile de carros alegóricos y la coronación de la «Reina de Huasco».
- Día de las Glorias Navales en Huasco es la celebración el día 21 de mayo de las Glorias Navales chilenas. Se inicia con el desfile de representantes de la Armada de Chile, Clubes de huasos y establecimientos educacionales. Prosiguiendo con la visita ordenada de quien lo desee a los buques bélicos instalados en la bahía de Huasco.
- Fiesta de San Pedro es una festividad religiosa católica especial por el fervor que causa en este pueblo pescador. Se efectúa el día anterior del lunes más próximo al 29 de junio de cada año.[99] y su finalidad es celebrar y honrar a San Pedro, patrono de los pescadores. Se efectúa en la Plaza de Armas Arturo Prat de Huasco, y en distintos sectores de la ciudad donde la figura del apóstol es trasladada en procesión, escoltada por gran cantidad de pintorescos bailes religiosos.[100] Especialmente colorido es el recorrido marino de la figura por la bahía de Huasco, en que es homenajeada y vitoreada por los pescadores de la zona y sus familias, que engalanan sus embarcaciones para la ocasión.
- Quema de monos en Huasco, la quema de monos en esta ciudad es una costumbre popular de fin de año, cuya idea es quemar lo malo del año recién pasado para recibir el nuevo año. Esto se realiza justo a medianoche y los monigotes a quemar son realizados con material de desecho, principalmente ropa vieja y cartón. En Huasco son famosos por su arte los realizados por las familias Agüero, Triviño entre otras. En otros países a esta quema se le conoce como quema del muñeco o año viejo.[101]

### Festividades y celebraciones rurales
- Pampilla de Huasco Bajo es la celebración de Fiestas Patrias los días 18 y 19 de septiembre de cada año en esta localidad. Es organizado por el Club de Huasos de Huasco Bajo. Entre sus actividades están el movimiento de riendas, las carreras a la chilena y otras destrezas ecuestres. La ramada principal es La Goyita.
- Fiesta de la Bienaventurada Virgen María del Santísimo Rosario o Fiesta de la Virgen del Rosario es una festividad católica que se realiza el segundo domingo del mes octubre de cada año, pues el 7 de octubre es la celebración de la Virgen del Rosario. Esta festividad se realiza con una procesión de la virgen que recorre la calle principal del pueblo finalizando en las afueras de la Iglesia Nuestra Señora del Rosario de Huasco Bajo, entregada a la comunidad en el año 1933.
- Rodeo de burros en la comuna
- Fiesta de la trilla a yegua suelta es una alegre y antiquísima costumbre campestre realizada por algunas familias de Huasco Bajo, en la que se comparte tragos típicos de la localidad, siendo amenizada por cuecas y otros bailes campesinos.
- Aniversario de Huasco Bajo

### Interés arquitectónico

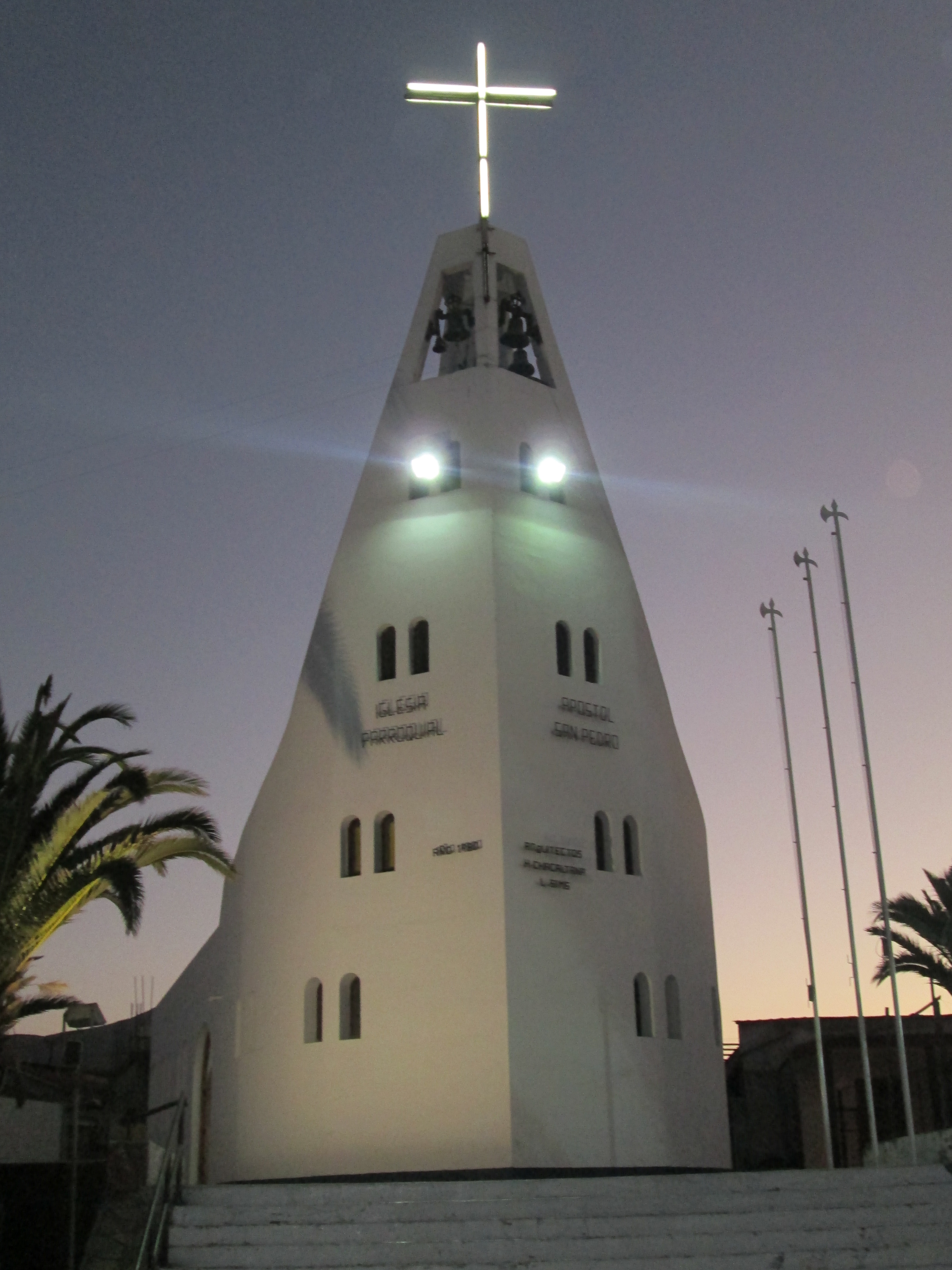
Iglesia San Pedro Apóstol, al ocaso.

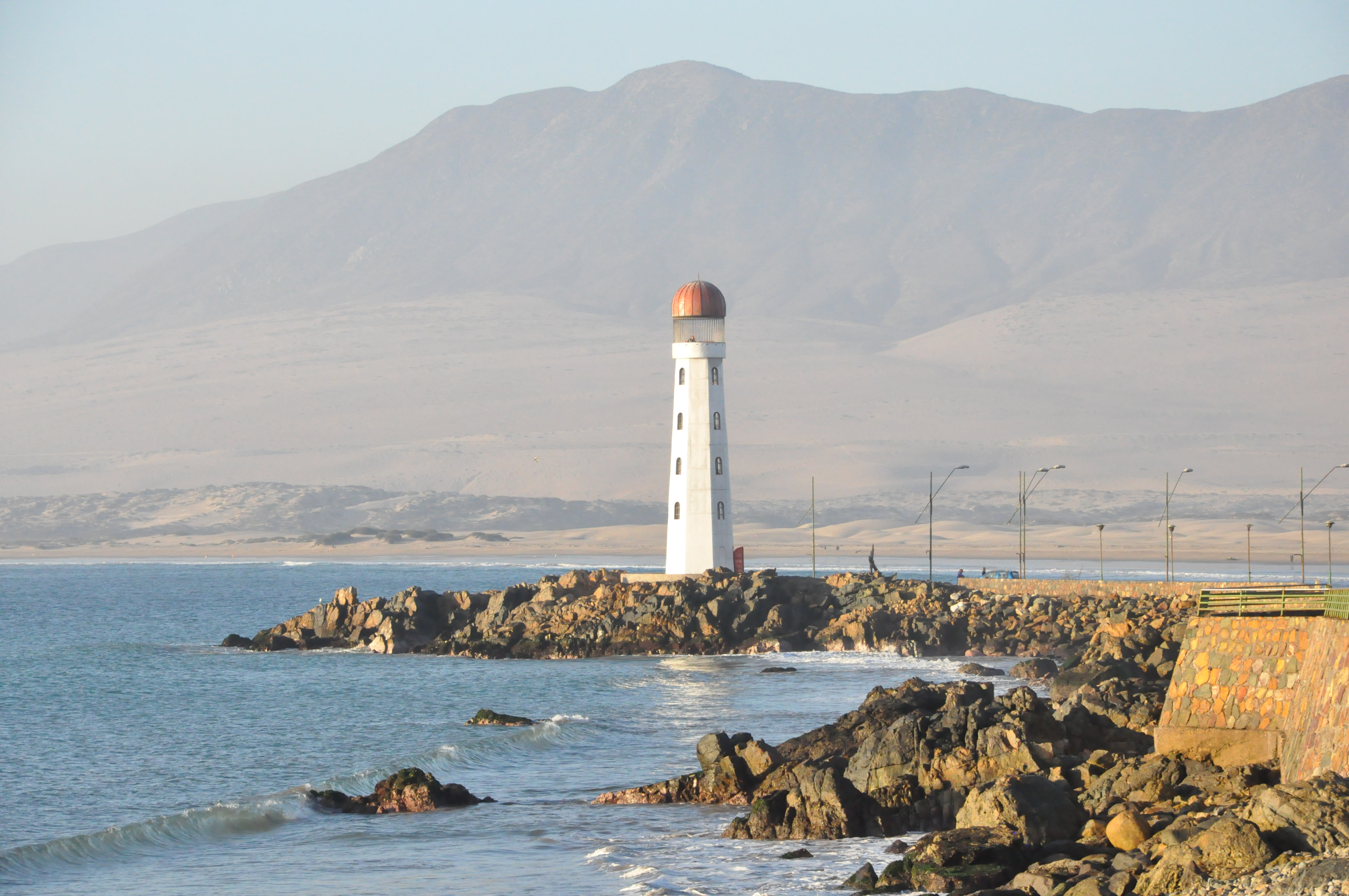
Faro Monumental de Huasco.

Las principales atracciones arquitectónicas de la ciudad de Huasco en orden cronológico son:
- Biblioteca Pública N° 221 José Santos Ossa es un edificio construido en pino Oregón y adobe, materiales traídos desde Inglaterra. Fue erigido el 17 de febrero de 1891 con el fin de servir como casa habitación del Jefe de estación de ferrocarril del Estado. Desde el 16 de septiembre de 1996 en sus dependencias funciona la biblioteca pública municipal, que además de su apoyo bibliotecario, ofrece información al turista.
- Subcomisaría Huasco (M), 3° Comisaría Vallenar, ex Gran Hotel Holanda, es un edificio de estilo inglés construido con maderas de churqui y cubierta de barro. Fue erigido en el año 1912 por José Guillermo Zuleta Sotomayor y su padre, en el sitio más alto de la calle Arturo Prat, sector centro de Huasco. Su dueño era José de la Cruz Núñez que implementó en sus dependencias el ya desaparecido Gran Hotel Holanda, que se proclamaba por todos los medios escritos de la época como un hotel con excelente calidad de servicio y que recibía turistas todo el año a módicos precios. Actualmente esta construcción está cedida por el municipio a Carabineros de Chile.
- Iglesia Parroquial San Pedro Apóstol es un templo católico con forma de proa de barco, de estilo único en Chile, homenajeando al pueblo pescador huasquino. Esta edificación es parte de la parroquia San Pedro y su construcción en el año 1976, con materiales acero y hormigón estuvo a cargo de los arquitectos Hugo Chacaltana y su esposa Lucy Sims, para luego ser entregada en el año 1980.[102] Su financiamiento fue gracias a la comunidad católica huasquina[103] encabezada por su cura párroco Manuel Amboú Montero[104] (padre Manolo) y reemplazó a la antigua iglesia construida en adobe y madera, financiada y realizada por la familia Craig[105] el año 1890.
- Faro Monumental de Huasco es una edificación ubicada en punta Escorial que fue construida en 1995 e inaugurada en agosto de 1996, posee una forma octagonal y tiene 22 metros de altura. Fue implementada en hormigón con enfierradura, y su cúpula tiene un anillo de hierro forjado revestido en cobre envejecido, con un tratamiento anticorrosivo, aportado por CAP Minería.[106] Su color original blanco, pasó a rojo-blanco en 2004, volviendo a su color original en 2009.
- Edificio Ilustre Municipalidad de Huasco es el edificio consistorial de la comuna, destaca por su forma similar a un barco acorde con su entorno costero. Su construcción en noviembre del 2000, estuvo a cargo de los arquitectos Mario Altamirano y Juan Montoya, siendo inaugurado el 16 de noviembre de 2001.
- Paseo Avenida Costanera o simplemente Costanera es una vía y peatonal que recorre todo el borde costero de Huasco, uniendo el Muelle Fiscal con la playa Grande. Fue construido en agosto de 2004 con un costo de 853.416.000 CLP. Este amplio espacio cuenta con estacionamientos, puestos artesanales, zonas de esparcimiento, descanso, pícnic y un amplio anfiteatro en el cual constantemente se realizan presentaciones gratuitas.[107]
- Escultura Viento Norte o Icono de Huasco es una escultura abstracta ubicada en la parte alta de la playa Chica de Huasco, en el Paseo Costanera. Fue realizada en agosto de 2004 por el escultor Lorenzo Carlos Triviño González apoyado por recursos del Fondart; y está elaborado de fibra de vidrio cubierta de conchilla y escoria de carbón molido. Según su autor esta obra "es la abstracción de la figura humana, una mujer mirando al mar". Algunas personas aprecian —además de ello— un guajacho, una jaiba o hasta un surfista.
- Centro Cultural padre Luis Gil S. es el edificio en que se realizan las actividades culturales de la comuna, fue inaugurado el 6 de julio de 2007[108] con una inversión de $227.117.000,[109] su nombre es en homenaje al párroco valenciano Luis Gil Salelles, quien construyó con la ayuda de la comunidad, en este mismo terreno el ex Cine Valencia en los años 1960.
- Fuerte Sur o Esmeralda,[cita requerida] es uno de los tres fuertes construidos en 1879, y domina la bahía de Huasco. Fue calificado de carácter histórico y cumplió la labor de fuerte de vigilancia, durante la Guerra del Pacífico.[cita requerida]
- Huasco Bajo es un antiguo asentamiento indígena que sirvió durante la Colonia para apoyar al puerto de Huasco, facilitando así la colonización y evangelización. Actualmente es un poblado rural que posee una antiquísima iglesia y casas dispersas entre plantaciones de olivo.
- Carrizal Bajo es una caleta de pescadores ubicada a 50 km al norte de Huasco Bajo. Posee una playa de escaso oleaje y un pequeño pero moderno muelle. Su antigua Iglesia es patrimonio comunal.[110]
- Canto de Agua es una pequeña localidad casi deshabitada que se ubica 28 km al interior de Carrizal Bajo. En este sector se instaló una cantidad considerable de industrias relacionadas al tratamiento de minerales, ya que esta fue una zona de altísima producción de cobre a mediados del siglo XIX. Tras la decadencia de la actividad minera hacia 1900, estas localidades fueron quedando abandonadas. Las ruinas que todavía se mantienen en pie son el registro desgastado y descuidado de localidades que a pesar de un pasado esplendor han quedado en el olvido.[111]

La comuna de Huasco contribuye con los siguientes artistas en orden cronológico

### Escultura
- Luis Triviño Charlín (Valdivia, 26 de junio de 1941), es un recitador y escultor autodidacta radicado desde 1963 en Huasco. Como escultor trabaja diversos estilos en piedra y madera. Su obra más insigne «Bote pesquero» (1987), fue creada especialmente para ser entregada a Juan Pablo II por el obispo Fernando Ariztía. Alguno de sus premios son, «Nacional de Artesanía» (1976) auspiciado por TVN, «Consejo Nacional de la Ancianidad» (1978) y «Concurso del hierro y el acero» (1985) con la obra «Los Pirquineros».

Los Triviño, su familia, compuesta por su esposa Pensilvania González, y sus cuatro hijos, María Pilar, Luis Antonio, Ana y Lorenzo. Han seguido su senda en diversas expresiones de creación cultural, recibiendo diversos reconocimientos, entre ellos el «Nacional de Artesanía» (xxxx), el «Arte, Secreduc Atacama» (2001) y un Fondart Atacama (2003) con el proyecto «Parque San Francisco» o «Trivilandia».

### Literatura
- Oriel Ramírez Gutiérrez (Potrerillos, 4 de diciembre de 1947), es un escritor, payador, poeta,  historiador y actor radicado en Huasco. Ha lanzado los libros «Canto Llanto» (poesía y décimas, 2002) y «El enigma del zapato perdido y otros misterios» (cuentos, 2010). Además ha puesto en escena la obra de teatro «Doble impacto» (2007).[114] Sus composiciones le ha reportado los siguientes premios, «2º lugar en el Festival del Velero de Huasco» (1993), «2º lugar nacional del Concurso Nacional de Poesía, Villa Alemana, Capital de la Poesía» (1999), distinción «Mejor Folclorista, Ilustre Municipalidad de Huasco» (1999) y «Cuentos en movimiento» (2007). Fue presidente del Comité de extensión cultural del Club Deportivo Guacolda y director del Grupo de Teatro de la misma entidad.[115]

- Juan Soñador Rivera Ávalos (Huasco, 25 de noviembre de 1971) es un deslenguado antipoeta y escritor huasquino. A editado cuatro libros, «Pintamonos Pintaletras» (1994), «Hojas de Olivo» (2000), «Sueño Azul, la Revolución Silenciosa» (2011) y «Callejón, Caminos y Recovecos» (2013). Esta última obra fue presentada en Santiago por el poeta Erick Pohlhammer, para luego ser leída por su autor en distintos espacios de la misma ciudad y Valparaíso.[116][117]

### Música
- Rafael Huaso Campos Saguez (La Serena, 5 de octubre de 1932 – Vallenar, 10 de noviembre de 2013), fue un destacado músico que tempranamente se trasladó a la Hacienda Atacama (comuna de Freirina). Fue director de obras de teatro con las que recorrió Chile. Trabajó en el Indap donde aprovechó de formar a diversos folcloristas. Además junto a sus hermanos fue parte del grupo folclórico Los Hermanos Campos. Compuso y musicalizó canciones como Huasco del futuro, La cueca del conejo, La quebrada de Los Toyos y La carrera. En el plano empresarial creó Vía-Mar, la primera línea de colectivos de Huasco.[118][119]

- Moisés López Fernández (*, 14 de marzo de 1982) es un músico y poeta, que junto a su hermano Simón Jezahel, en el año 2000 forman la banda de rock Los Bestones.[120] Inicia tocando covers en diversas localidades, para con el tiempo desembocar en algo más profesional. Posee tres trabajos discográficos Partir de Zero (2010) (Los Bestones), Cantos de Vida y Esperanza (2013) (Los Bestones)[121] y Canto a Huasco Bajo (2012) (independiente).[122][123]

- Agrupación cultural Agua Luna,[124][125]

## Deportes
La comuna de Huasco cuenta con los clubes deportivos Guacolda, Juventud Marítimo, Colo-Colo, Astilleros, Unión Rana, Victoria, Hospital, Serplant y Huasco Bajo Unido. Los clubes de rayuela O'Higgins y Guacolda. Y los recintos deportivos Gimnasio Techado Municipal profesor Luis Rojas Araya, Estadio Paulino Callejas, Estadio Municipal de Huasco Bajo y el Estadio René Hermosilla.

### Campeonatos
En cuanto a competiciones deportivas, en la comuna se realiza el Campeonato de fútbol sénior, la Liga de básquetbol de Huasco y, en temporada estival, el Campeonato comunal de básquetbol 5x5, que en 2018 tuvo su 17.ª edición. y el campeonato de babyfutbol femenino.
A nivel nacional, Juventud Marítimo participó en el Campeonato Amateur de Clubes Campeones 2017.

## Transporte

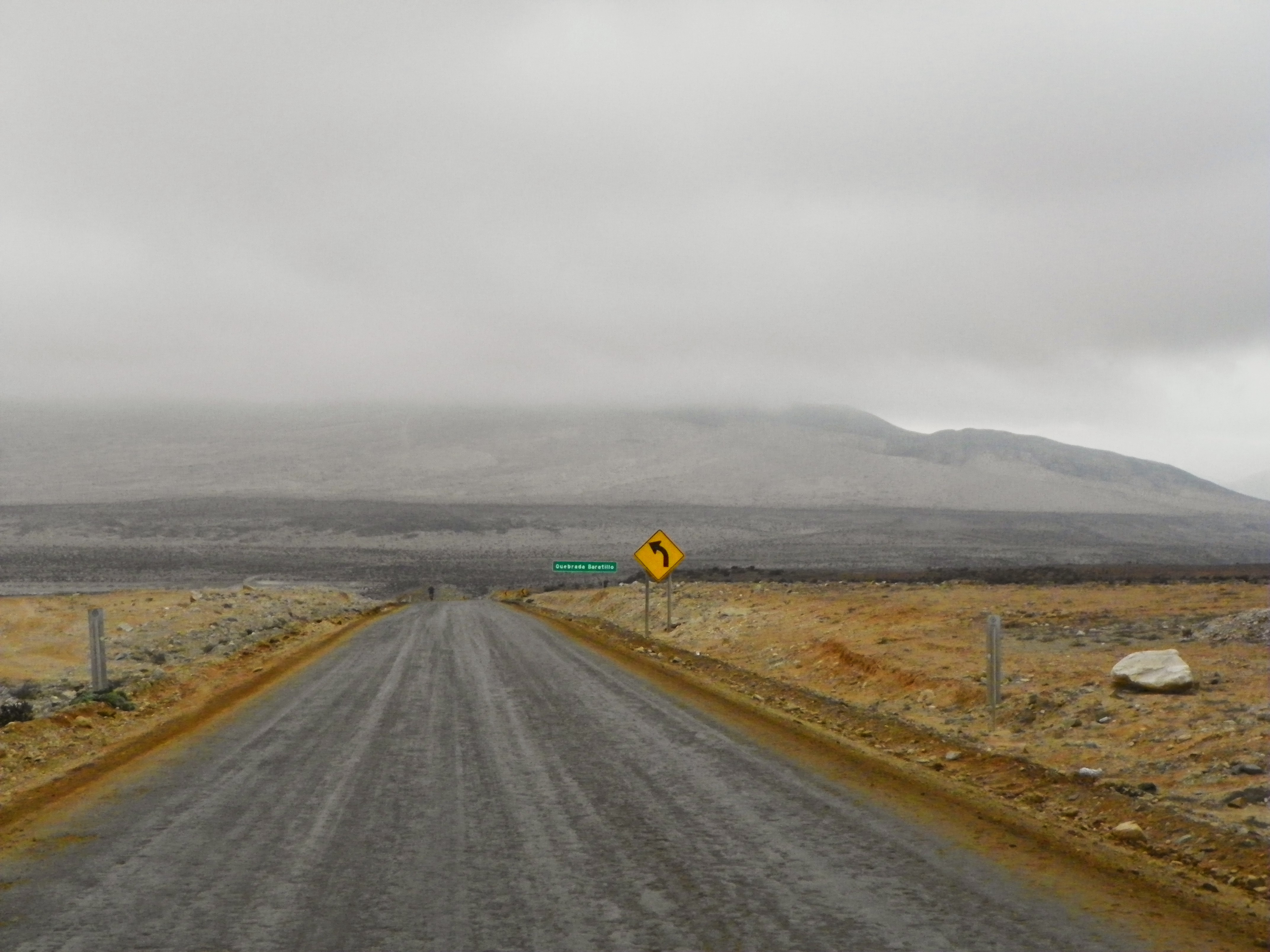
Ruta C-470 en 2014, parte de la ruta Costera entre Carrizal Bajo y Huasco.

El acceso a la ciudad de Huasco desde la ruta 5 Panamericana Arica-La Serena es a través de la ruta C-46 (Vallenar-Huasco) que fue construida en la cima de la vertiente sur del Valle del Huasco que alberga al río Huasco.
Además de la ruta antes mencionada y en constante mejora esta la ruta C-470 parte de la esperada ruta Costera entre Carrizal Bajo y Huasco. Esta tiene una calidad aceptable con un pavimento básico tipo bischofita, tras una inversión de más de 7 mil millones de pesos.

### Transporte público
El transporte público local es realizado por la empresa de colectivos Taximar. Desde la ciudad de Vallenar el transporte es realizado por las empresas de minibuses y buses Expresos Atacama, Sercam, Sol de Huasco y colectivos Vallemar, con salidas de frecuencia diez minutos, demorando una hora. Desde la ciudad de La Serena el transporte es realizado por las empresas Elqui Bus Palacios y Serena-Mar, con dos salidas diarias cada una, con cuatro salidas diarias, demorando cuatro horas. Desde la ciudad de Copiapó es realizado por la empresa de minibuses Expreso Desierto Florido, con salida diaria a las 15:30 y regreso a Copiapó 7:00, demorando tres horas. Y desde la ciudad de Santiago es realizado por la empresa Tur Bus, con salida diaria a las 23:35 y regreso a Santiago 20:45, demorando diez horas.

### Transporte aéreo
La comuna posee el pequeño Aeródromo Gran Cañón o Aeródromo de Carrizal Bajo, pero este solo tiene capacidad para el aterrizaje de jets privados y no tiene servicios programados. Los aeropuertos con servicios programados más cercanos son el Aeropuerto de La Serena y el de Copiapó.

## Medios de comunicación

### Radioemisoras
- Radio Progreso FM es una estación de radio ubicada en el 101.1 MHz del dial FM en Huasco, Huasco Bajo, Freirina y Vallenar. Inició sus transmisiones en 1990 y su línea programática se destaca por mezclar contenido noticioso, misceláneo y espacio de opinión comunal.[132]

- Karina FM es una estación de radio ubicada en el 90.3 MHz del dial FM en Huasco, Huasco Bajo, Freirina y Vallenar, frecuencia donde anteriormente operaba Radio América. Se caracteriza por tener una línea programática independiente dirigida a público juvenil.[133]

- Alternativa FM Chile es una estación de radio por Internet, la primera de la Región de Atacama. Transmite música actual e información,[134] desde hace diez años en la ciudad de Huasco.[135] (enlace)

Además de las radios Profeta, HVA y Oye Más que transmiten desde la vecina localidad de Freirina, que dado a su cercanía es posible sintonizarlas dentro de la comuna como locales.
FM
- 89.1 MHz - Nostálgica
- 90.3 MHz - Karina
- 91.9 MHz - XQA-5
- 92.7 MHz - Amiga
- 94.9 MHz - Profeta
- 95.7 MHz - Rebuena
- 96.3 MHz - HVA
- 97.1 MHz - FM Okey
- 98.7 MHz - Festiva
- 99.5 MHz - Óyeme
- 100.5 MHz - Oye Más
- 101.1 MHz - Progreso
- 101.7 MHz - Bahía
- 102.3 MHz - Radio Atacama
- 103.1 MHz - Andrea
- 103.9 MHz - Santuario
- 105.5 MHz - Alternativa
- 106.9 MHz - Estrella del Norte

### Televisión
UHF (TVD)
- 7.1 - TVN HD
- 7.2 - NTV
- 9.1 - Canal 13 HD
- 9.2 - T13 En Vivo
- 13.1 - Chilevisión HD
- 13.2 - UChile TV

Por cable
- 24 - Huasco Televisión (Cable Huasco)[138]

### Prensa escrita
- Huasco al Día es una publicación local emitida de forma periódica por la Ilustre Municipalidad de Huasco.[139]

- Revista Centinela es una publicación creada en 2003 que es distribuida en forma gratuita en los establecimientos educacionales e instituciones públicas de la comuna. Su finalidad es fomentar y enriquecer valores artísticos, ecológicos y culturales en sus lectores. Su producción y diseño está a cargo del profesor Pedro Eleacin Boglio Contreras.[140]

Se suma también el periódico regional El Diario de Atacama, el periódico serenense El Día y el periódico provincial La Estrella del Huasco.

## Personajes ilustres
Huasquinos en orden cronológico:
- José Santos Ossa Vega (1827-1878), minero, explorador y empresario, descubridor del salitre en Antofagasta.
- Alejo Barrios Contreras (1845-1909), comerciante, regidor y alcalde de Valparaíso.
- Luis Joaquín Morales (1861-1915), médico, historiador, político y poeta, nacido en Huasco Bajo.
- Carlos Roberto Martínez (1889-1962), diputado y regidor de Freirina, asociado al Partido Radical.
- Hermógenes Murúa, fue un futbolista y médico.
- René Largo Farías (1928-1992), locutor radial, animador cultural y promotor de las expresiones musicales de raíz folclórica.
- Clodomiro Marticorena Pairoa (1929-2013), botánico, destacado en la descripción y clasificación científica de los vegetales.
- Julia Antivilo (1974), artista feminista e investigadora, sus investigaciones se enfocan en el rol cultural de la mujer en América Latina.